# Sujanagar
Sujanagar (en bengali : সুজানগর) est une upazila du Bangladesh dans le district de Pabna. En 1991, on y dénombrait 214 132 habitants.